# Ferdinand St. Maur, Earl St. Maur

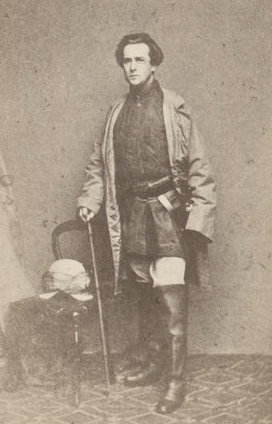
Ferdinand St. Maur, um 1861

Edward Adolphus Ferdinand St. Maur, Earl St. Maur (* 17. Juli 1835; † 30. September 1869 in London) war ein britischer Peer, Offizier und Politiker.
Er war der ältere Sohn des Edward Adolphus St. Maur, 12. Duke of Somerset (1804–1885), aus dessen Ehe mit Jane Georgiana Sheridan († 1884). Zur Unterscheidung von seinem gleichnamigen Vater verwendete er als Rufnamen gewöhnlich seinen abweichenden dritten Vornamen Ferdinand. Als Heir apparent seines Vaters führte er ab 1855 den Höflichkeitstitel Lord Seymour und ab Juni 1863 den Höflichkeitstitel Earl St. Maur. Er studierte ab 1853 am Christ Church College der Universität Oxford.
1856 nahm er als Attaché in einer diplomatischen Delegation unter Leitung von Granville Leveson-Gower, 2. Earl Granville, an der Krönung des russischen Kaisers Alexander II. teil. Im Juni 1856 trat er als Cornet der Royal Wiltshire Yeomanry in die British Army ein. Er nahm kurzzeitig als Freiwilliger im Stab am Anglo-Persischen Krieg (1855–1857) teil und kämpfte anschließend beim Entsatz vom Lucknow während es Indischen Aufstands von 1857. Zurück in Großbritannien wechselte er als Cornet zum 4th Regiment of Dragoon Guards und 1860 weiter als Captain und Kommandant zur Miliz von Wiltshire.
1860 ging er als ziviler Freiwilliger nach Italien und schloss sich dort dem Feldzug des Freiheitskämpfers Giuseppe Garibaldi gegen die Herrschaft der Bourbonen auf Sizilien (Zug der Tausend) an. Er verwendete dort das Pseudonym „Captain Richard Sarsfield“ und zeichnete sich im Oktober 1860 in der Schlacht am Volturno besonders aus. Nach erfolgreichem Abschluss des Feldzugs kehrte er im November 1860 nach Großbritannien zurück. 
Am 6. Juli 1863 erbte er durch Writ of Acceleration vorzeitig den nachgeordneten Titel seines Vaters als 13. Baron Seymour und wurde dadurch noch zu Lebzeiten seines Vaters Mitglied des House of Lords.
Aus einer Beziehung mit Rosina Elizabeth Swan hatte er zwei Kinder:
- Ruth Mary St. Maur (1867–1953);
- Richard Harold St. Maur (1869–1927).

Ferdinand St. Maur starb 1869, wenige Monate nach der Geburt seines Sohnes, als anlässlich eines Notfalls an ihm ein Luftröhrenschnitt fehlerhaft ausgeführt wurde, in seiner Wohnung in Mayfair, London. Da er und Miss Swan unverheiratet waren, galten seine Kinder als illegitim. Sein Titel als Baron Seymour fiel daher an seinen Vater, den 12. Duke of Somerset, zurück. Als dieser 1885 starb, fielen dessen Adelstitel an Ferdinands Onkel Archibald St. Maur als 13. Duke. Ferdinands Sohn, Richard Harold St. Maur, bemühte sich 1924/25 zu beweisen, dass seine Eltern tatsächlich in den Niederlanden geheiratet hatten und er daher Erbanspruch auf die Titel habe, blieb dabei aber erfolglos.